# Hister cavilabris
Hister cavilabris är en skalbaggsart som beskrevs av Heinrich Bickhardt 1919. Hister cavilabris ingår i släktet Hister och familjen stumpbaggar. Inga underarter finns listade i Catalogue of Life.